# Rutyna (singel)
Rutyna – czwarty singel Ewy Farnej z czwartej polskiej płyty studyjnej wokalistki pt. (W)Inna?, wydany w sierpniu 2015 roku na prośbę fanów wokalistki.

## Powstanie utworu i historia wydania
Utwór został skomponowany przez kapelmistrza i klawiszowca zespołu Ewy Farnej - Jana Steinsdörfera, zaś tekst do piosenki został napisany przez wokalistkę. Utwór powstał na potrzeby płyty Farnej pt. (W)Inna?. Nazwa płyty wywodzi się z cytatu, pochodzącego z singla Rutyna, który brzmi następująco:

Jestem inna, ja nie będę inna!

Czy jestem temu winna?!

Singel został wydany w formie Airplay 5 sierpnia 2015 o godzinie 21:15 na antenie radia RMF FM.

## Teledysk
Klip był nagrywany 3 czerwca 2015 roku. Teledysk miał premierę 5 sierpnia 2015 roku o godzinie 14:00 na portalu Onet.pl, zaś o godzinie 18:00 został opublikowany na platformie VEVO. Reżyserem teledysku jest Michal Skořepa.
Teledysk wyolbrzymia wizualnie zachowanie niektórych fanów względem artystki. Obraz pokazuje wokalistkę koncertującą wraz z zespołem, którzy w trakcie koncertu zostają brutalnie zaatakowani i pobici, tylko dlatego że osoby biorące udział w wydarzeniu chciały zdobyć autograf. Kulminacyjnym punktem klipu jest niepozorna scena, w której jeden z fanów wyrywa wokalistce mikrofon. Ma ona symbolicznie pokazać, że dla części osób spotkanie sławnej osoby jest ważniejsze niż muzyka. Ewa Farna w klipie chciała pokazać, że nie każdy zasługuje na miano fana. Między innymi chodzi o osoby, które przychodzą na koncerty, aby zdobyć autograf bądź zdjęcie, a kiedy nie osiągną swojego celu odwracają się od wokalistki i zaczynają ją obrażać na portalach społecznościowych. 

## Wykonania na żywo
Premierowe wykonanie piosenki Rutyna w telewizji zostało zaprezentowane 31 grudnia 2014 roku podczas Sylwestrowego Rejsu Przebojów w Gdyni, na długo przed radiową premierą utworu. Wówczas wokalistka zapowiedziała, że piosenka ta będzie singlem na rok 2015. Koncert był emitowany na antenie telewizji Polsat. Ponadto piosenka została wykonana na gali Telekamer 2015 w lutym 2015 roku.

## Notowania
| Kraj   | Lista (2015)                                            | Najwyższa pozycja |
| ------ | ------------------------------------------------------- | ----------------- |
| Polska | Radio Zachód (Mniej Więcej Lista)                       | 1                 |
| Polska | Radio Zachód (Mniej Więcej Lista - podsumowanie roczne) | 22                |
| Polska | Wietrzne Radio (Top 15)                                 | 9                 |
| Polska | Eska TV (Gorąca 20)                                     | 5                 |
| Polska | STREFA FM (Strefa Hitów)                                | 1                 |
| Polska | Muzyczne Radio (Top 30)                                 | 10                |